# Brunengo
Brunengo a volte citato come Bruningo o Burningo (... – Genova, 3 novembre 1022) è stato un vescovo cattolico italiano, vescovo della diocesi di Acqui dal 1018 fino alla sua morte.

## Biografia
Brunengo fu nominato vescovo di Acqui il 30 giugno 1018, dopo tre mesi e due giorni di sede vacante.
Resse la diocesi per quattro anni, quattro mesi e quattro giorni prima di morire nella città di Genova il 3 novembre 1022 dove si pensa si trovasse per cercare di guarire da una qualche malattia.